# جيمس تشيستر (لاعب كريكت)
جيمس تشيستر (30 مايو 1823 - 23 يونيو 1888) (بالإنجليزية: James Chester)‏ هو لاعب كريكت بريطاني.